# Era dels vikings

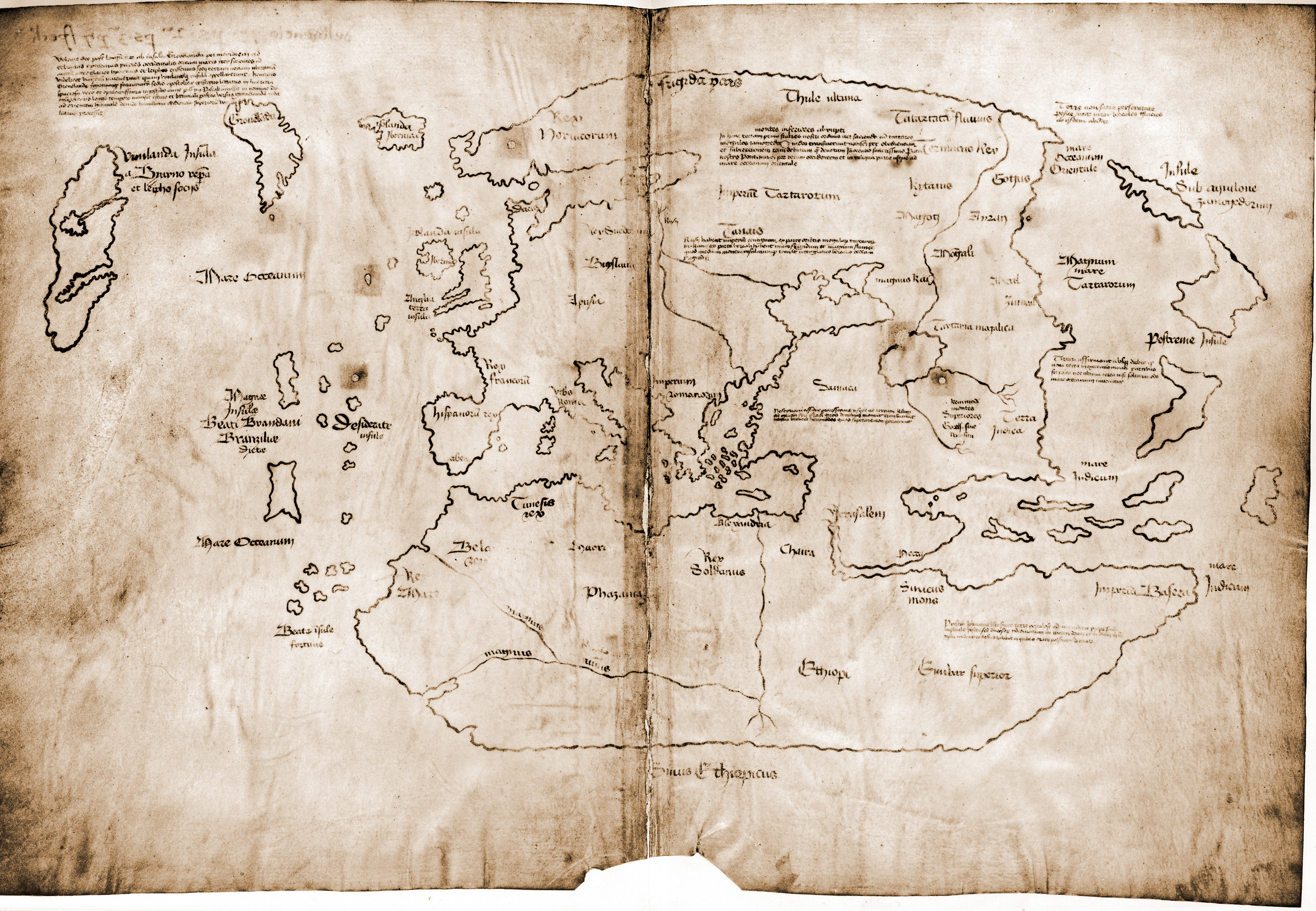
El mapa de Vinland, document del basat en un original del, dona els contorns del Vinland, a més a més dels tres continents coneguts fins aleshores.
El mapa refereix els descobriments de viatges duts a terme al. Encara que l'autenticitat del document sigui polèmica, amb els treballs d'al-Idrissi a la Sicília normanda, les contribucions nòrdiques al coneixement geogràfic superen àmpliament les de l'Occident cristià, que es limitava a perpetuar l'esquema en T d'Isidor de Sevilla

L'era dels vikings fou el període comprès entre 793 i 1066 a Escandinàvia i Anglaterra, després de l'era del ferro germànica (l'era de Vendel a Suècia). Durant aquest període, els vikings, guerrers i comerciants escandinaus, van saquejar i explorar una gran part d'Europa, sud-oest d'Àsia, el nord de l'Àfrica i el nord-est d'Amèrica del Nord. Tret de l'exploració d'Europa pels seus oceans i rius gràcies als seus coneixements avançats de navegació i l'extensió de les seves rutes de comerç per vastes parts del continent, també es van dedicar a la guerra, als saquejos i van sotmetre a l'esclavatge nombroses comunitats cristianes de l'Europa medieval durant segles, amb la qual cosa van contribuir al desenvolupament del sistema feudal a Europa, incloent-hi els castells i barons (servien de defenses contra els raids vikings).

## Societat
Els vikings que havien envaït Europa occidental venien principalment de Dinamarca, de Noruega i de Suècia. Van colonitzar llavors nombrosos indrets com ara Normandia, les illes Fèroe, Islàndia, Groenlàndia i potser breument Vinland (una part d'Amèrica del Nord).

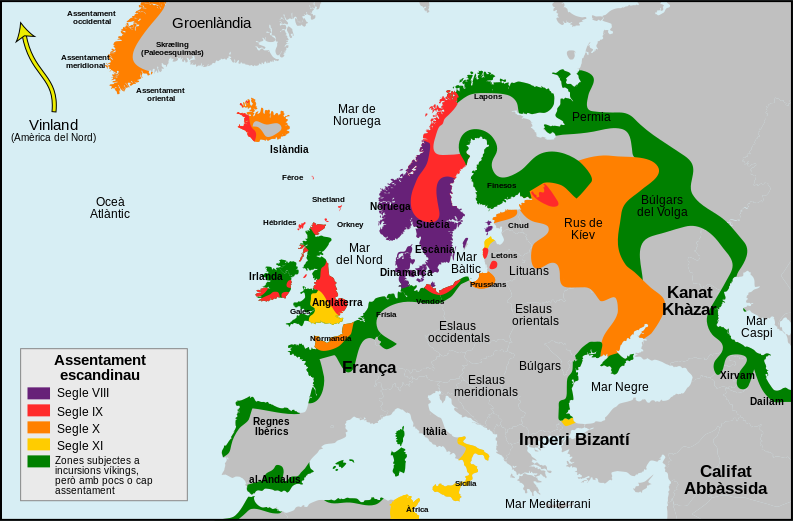
Mapa on es presenten les àrees de colonització escandinava al (vermell maó), novè (vermell), desè (taronja) i onzè (groc). Les zones verdes són les que havien estat sotmeses a freqüents raids vikings

Les contrades escandinaves es trobaven llavors àmpliament dividides. A Dinamarca, regnes de grandària mitjana, capaços de negociar amb l'Imperi franc, se succeeixen des del segle viii, però no és fins després del regnat de Harald II de Dinamarca, anomenat «Harald Blåtand» (Harald de la Dent Blava), que es pot parlar d'una verdadera unificació de Dinamarca. Noruega va ser dividida en desenes de petits regnes durant la major part de l'època vikinga, malgrat una efímera unificació del sud i de les costes del país per Harald I de Noruega, anomenat «bonica cabellera»; no es produirà una verdadera unificació fins després del segle xi. A Suècia, la unificació va començar a partir del segle xii, en una època en què el cristianisme ja s'havia desenvolupat àmpliament a la regió.
La societat vikinga estava basada en l'agricultura i el comerç amb altres pobles i insistien molt en el concepte d'honor tant en el combat com en el seu sistema de justícia criminal. La seva llengua, el nòrdic antic, és l'avantpassat de les llengües escandinaves actuals.

## Causes de l'expansió dels vikings
Entre les causes que havien provocat el fenomen viking, el traumatisme de les massacres de Carlemany que volia imposar la seva fe amb una violència extrema, va marcar profundament els pagans i sobretot els escandinaus que van voler venjar-se. El professor Rudolf Simek confirma la pertinència d'aquest argument religiós: «Una de les causes del sorgiment de l'era vikinga pot haver estat la progressió del cristianisme». «No és un atzar que el començament de l'activitat vikinga es produís sota el regnat de Carlemany. L'amenaça militar franca, la submissió dels frisons i dels saxons a la frontera de Dinamarca hauria provocat un canvi sobtat de l'actitud dels escandinaus […] L'ascens del cristianisme constituïa una amenaça en si mateixa. En conseqüència sembla menys sorprenent que el primer raid «oficial» viking s'hagués dut a terme sobre l'illa de Lindisfarne, i que hagués apuntat a un monestir, evidentment el protagonista sense defensa de la nova fe, que constituïa una amenaça política i ideològica per a Escandinàvia».
Tanmateix, les causes reals de l'expansió i conquestes dels vikings continuen sent desconegudes. S'ha suggerit que aquesta expansió podria estar relacionada amb la manca de dones, com a conseqüència d'assassinats selectius de les nenes acabades de néixer. Alguns historiadors han suggerit que les innovacions tecnològiques importades de les civilitzacions de la Mediterrània, així com l'assuaviment del clima van comportar un augment de la població gràcies a un període de bones collites. Un altre factor seria la destrucció de la flota frisona per part de Carlemany cap al 785, que va interrompre el flux de nombrosos intercanvis comercials de béns a l'Europa central, amb destinació a Escandinàvia, i va forçar els vikings a anar a buscar-los ells mateixos. Un factor important en tot això, particularment durant els períodes de colonització i de conquestes que vingueren després dels primers raids, són també els conflictes interns a Escandinàvia, que van resultar en la centralització dels poders en algunes mans. Pot ser admès que tots aquests factors van contribuir al naixement de l'era dels vikings.

## Panorama històric
Els anys 794 i 795 van ser marcats per importants raids vikings sobre l'illa d'Iona a les Hèbrides Interiors, i segons els annals d'Ulster la de Rathlin, el primer sobre Irlanda. Aquests primers atacs eren sobre esglésies i monestirs a la costa, escollits per raons purament econòmiques, no religioses. La major part de l'activitat víking a Irlanda tenia origen en la actual Noruega o els assentaments noruecs a l'Atlàntic Nord i el mar d'Irlanda.

### Gran Bretanya

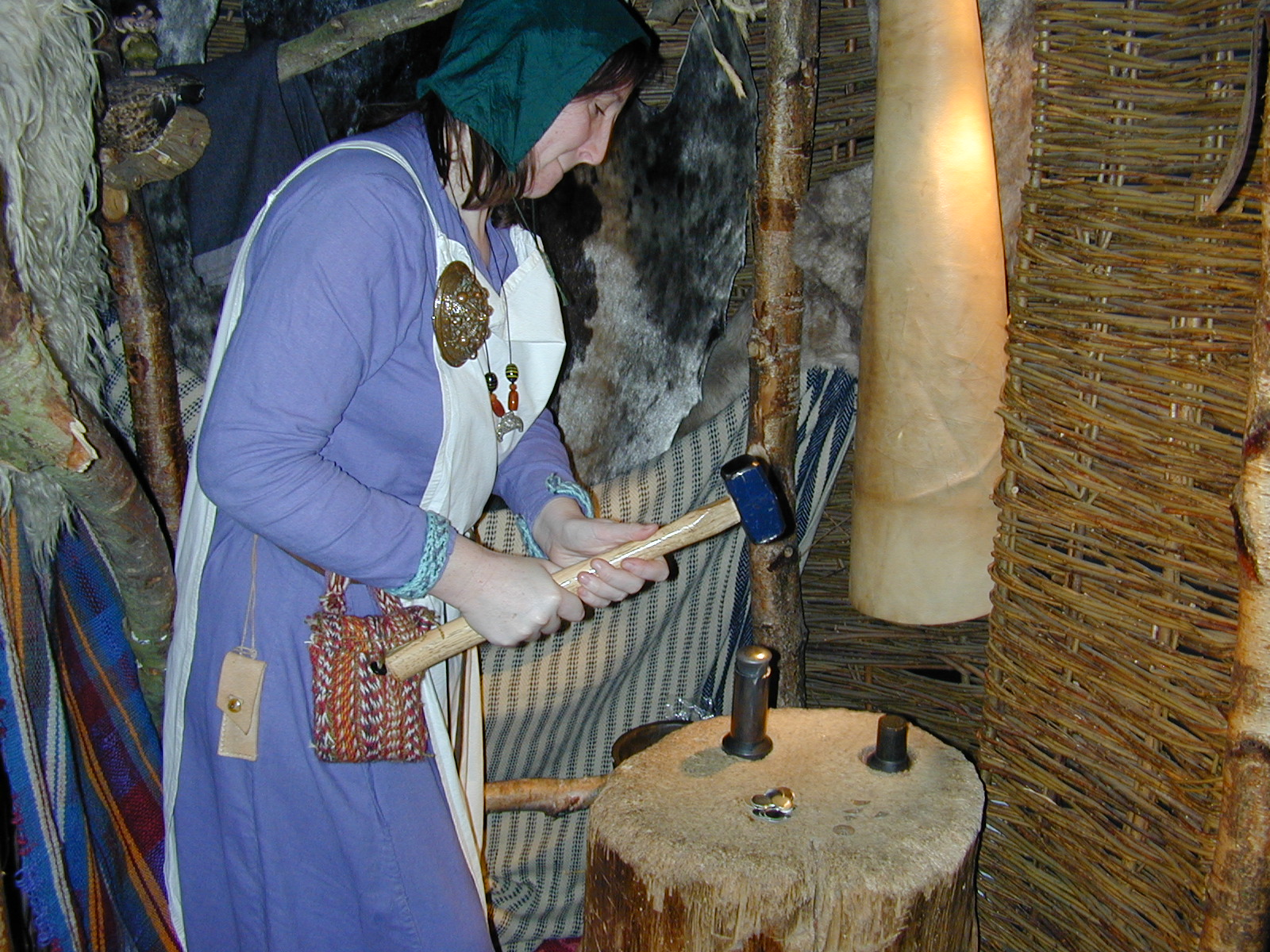
Encunyant moneda vikinga actualment al Jórvík Viking Centre de York.

Rutes del gran exèrcit pagà durant la invasió vikinga de l'illa de la Gran Bretanya entre el 865 i el 878.

La primera referència històrica a una ràtzia víking data del 787 quan, segons la crònica anglosaxona, van matar un oficial anglès que, en prendre'ls per venedors, volia fer-los pagar taxes comercials. Nogensmenys, hi ha més aviat acord per datar el començament de les ràtzies vikings a les illes Britàniques el 793, quan aquesta mateixa crònica informa del pillatge del gran monestir de Lindisfarne. La violència important però esporàdica va continuar a les costes del nord i l'est d'Anglaterra amb incursions a petita escala a la costa d'Anglaterra. Tot i que els grups d'atac inicials eren petits, es creu que hi havia una gran quantitat de planificació. Els anys 794 i 795 van ser marcats per importants raids vikings sobre l'illa d'Iona a les Hèbrides Interiors.
En 850 van hivernar per primera vegada a Anglaterra, a l'illa de Thanet, Kent. Ethelwulf i altres nobles o ealdorman anglesos van enfrontar-se, a vegades amb èxit, contra els invasors, però sense poder aturar les ràtzies que van continuar fins al 860, quan els vikings van canviar de tàctica i van organitzar un exèrcit de conquesta amb el propòsit d'envair Anglaterra. El 865, el Gran exèrcit pagà dels vikings danesos liderats pels germans Ivar el Desossat, Halfdan Ragnarsson i Halfdan Ragnarsson, i també per un altre capitost viking Guthrum el Vell, desembarcava a Anglaterra i conqueria fàcilment els regnes de Northúmbria i Ànglia de l'Est, i prengueren Jòrvik (York) l'any 866, establint una comunitat víking a Jorvik, on alguns es van establir com a grangers i artesans. Diverses sagues nòrdiques consideren la invasió d'Anglaterra una venjança dels germans per la mort del seu pare a mans d'Aella de Northúmbria el 865. Això explicaria que el primer objectiu fos el regne de Northúmbria, que van conquerir el 866, donant mort als dos reis que es disputaven el tron, Osberht i Aella. L'any 867, Northumbria es va convertir en Danelaw, després de la seva conquesta pels germans Ragnarsson, que van instal·lar un anglès, Ecgberht I de Northúmbria, com a rei titella.

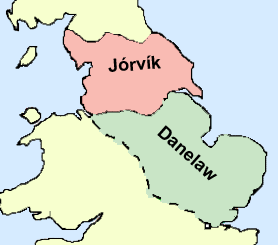
El regne de Jorvik, immediat al Danelaw

Els nobles anglosaxons van acordar una treva per unir les seves forces i expulsar els invasors danesos, però el seu intent per recuperar Jorvik el 867 no va reixir i com a resultat es va produir la posterior conquesta de Deira per part dels vikings. L'any 870, el Gran Exèrcit d'Estiu del líder víking Bagsecq i els seus cinc comtes va arribar a Anglaterra. Les forces víkings combinades de Bagsecg i Halfdan van assaltar gran part d'Anglaterra fins al 871, quan van planejar una invasió de Wessex. Les seves naus van navegar pel Tàmesi i van capturar la ciutat de Reading, que van fortificar. D'allí estant, van organitzar ràtzies per tota la regió, però una de les partida fou derrotada en la batalla d'Englefield per Aethelwulf de Berkshire. Aquest va rebre reforços del rei Ethelred de Wessex i el príncep Alfred, obligant els vikings a retirar-se de nou a Reading. Els anglosaxons, animats per la petita victòria d'Aethelwulf, van planejar assaltar el fort viking, però les tropes reials no van poder prendre la ciutat i foren rebutjades i fins i tot perseguides pels vikings, liderats per Bagsegc i Halfdan Ragnarsson, que van veure l'oportunitat d'anorrear els homes d'Ethelred. En veure avançar els vikings, el príncep Alfred va córrer a ajudar el seu germà. Un cop reunides les tropes dels dos germans, sortiren a l'encontre dels vikings. El 8 de gener de 871, Bagsecq va morir en la batalla d'Ashdown juntament amb els seus comtes i molts dels víkings van tornar al nord d'Anglaterra, on Jorvik s'havia convertit en el centre del regne víking. Poc més tard els vikings derrotaven a Ethelred i Alfred a la batalla de Basing i a la batalla de Merton, i Ethelred morí en abril, succeit per Alfred.
Halfdan Ragnarsson va governar Jorvik el 875, mentre Guthrum el Vell sortia de Jòrvik per prendre el control Mèrcia i Northumberland, i va concentrar els seus esforços en la invasió de Wessex, enfrontant-se en diverses ocasions al rei Ethelred de Wessex i el seu germà Alfred el Gran. Els danesos van dedicar-se llavors a conquerir Mèrcia i alguns es van assentar a Northúmbria, però la majoria va retornar a Wessex el 876. Després de diverses batalles, Alfred va haver de fugir i refugiar-se als aiguamolls de Somerset, però des d'allí va ser capaç de reorganitzar i liderar la reconquesta i va derrotar els vikings a la decisiva batalla d'Edington negociaren la pau amb Alfred en el Tractat de Wedmore, expulsant-los de Wessex cap a Ànglia de l'Est. Les reformes d'Alfred a les obligacions militars a Wessex, on es va establir un exèrcit fixe i un sistema de viles fortificades van fer que cada cop fos més difícil que els víkings assaltessin amb èxit, i van dirigir la seva atenció a França, un país inestable. La conquesta danesa va destruir els antics regnes anglosaxons de Northúmbria i Ànglia de l'Est i dividir Mèrcia en dos parts. Alfred i els seus successors van continuar fent retrocedir la frontera víking i prendre York.
Les incursions a Gal·les es van revertir decisivament a la batalla de Buttington a Powys, l'any 893, quan un exèrcit combinat de Gal·les i Mèrcia sota Æthelred, senyor de Mèrcia, va derrotar als danesos comandats per Hasting. Gal·les no va ser colonitzada pels víkings tant com l'est d'Anglaterra. Els víkings, però, es van establir al sud al voltant de St. David's, Haverfordwest i Gower, entre altres llocs. Topònims com Skokholm, Skomer i Swansea romanen com a evidència de l'assentament nòrdic. Els víkings, però, no van sotmetre els regnes muntanyencs gal·lesos.
Una nova onada de víkings va aparèixer a Anglaterra l'any 947, quan Eric Bloodaxe va capturar York. L'any 948, en el marc de la progressiva expansió del regne de Wessex, el rei Edred va conquerir Northúmbria i va deposar Eric el Sanguinari, però va recuperar el tron el 952 i finalment moriria el 954 a mans d'Oswulf de Bamburgh a Stainmore, Westmorland, i acabant amb el regne viking de Jòrvik. L'any 854, un grup de vikings va passar l'hivern per segona vegada a l'illa de Sheppey, a l'estuari del Tàmesi, i en 864, van tornar a Thanet per al seu campament d'hivern.
Sven Tveskæg va envair breument Anglaterra l'agost del 1013, i a la seva mort el 1014, alguns anglesos de Northúmbria, cansats de la poca seguretat que els donava Etelred l'Indecís van proclamar rei Canut II de Dinamarca, l'hereu del rei de Dinamarca queva marxar per ser confirmat en la successió. Mentrestant Edmund II Ironside, fill d'Etelred, va prendre el control del país i va castigar durament els que havien proclamat rei d'Anglaterra a Canut. L'agost del 1015 Canut va tornar a envair Anglaterra amb tropes de Boleslau I de Polònia i combaté en una sèrie de batalles contra Etelred i, a la mort d'aquest, contra Edmund. Canut derrotà Edmund a la batalla d'Assandun i els dos reis finalment arribarien a un acord pel qual es dividirien el regne en dues parts iguals: Canut regnaria les terres al nord del Tàmesi i Edmund les del sud. Hi havia, però, una clàusula segons la qual quan un dels dos morís l'altre heretaria el seu territori. Però el 30 de novembre de 1016 Edmund va morir (o fou assassinat pels fills d'Eadric Streona), i el gener del 1017 l'assemblea de nobles anglesos (witenagemot) va proclamar Canut rei de tota Anglaterra. Per assegurar la seva posició al tron, va casar-se el juliol del 1017 amb la vídua d'Etelred, Emma de Normandia.
La fi de les ràtzies víkings a Anglaterra es data tradicionalment amb la fallida temptativa d'invasió del país per part de Harald III de Noruega, vençut pel rei saxó Harold II d'Anglaterra en la batalla de Stamford Bridge el 1066, i després per un descendent viking, Guillem I d'Anglaterra.

### Escòcia

El Regne de Man i les Illes cap al 1100. Sodor i Mann en vermell

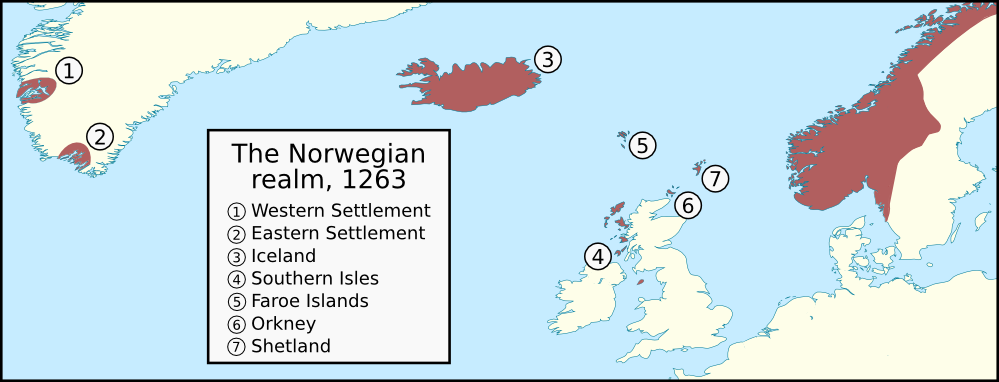
Els dominis de Noruega en 1263

La influència víking a Escòcia va començar a finals del segle VIII i, encara que no hi ha dubte que la dinastia Uí Ímair va tenir un paper destacat en aquest primer període, els registres de les dates i els detalls dels governants són especulatius fins a mitjans del segle X. A partir del 793 es registren incursions repetides de víkings a les illes britàniques i l'illa d'Iona a les Hèbrides Interiors fou saquejada el 802 i 806.
L'abadia d'Iona tenia una de les comunitats monàstiques més importants de la regió des que sant Columba, el gran evangelitzador d'Escòcia, l'hagués designada el seu principal centre d'irradiació al segle vi. A causa de l'augment dels atacs vikings, els monjos van deixar l'illa d'Iona i es van dirigir a Irlanda on van fundar l'abadia de Kells, que es va convertir així en el nou centre de les comunitats fundades per Colomba.
L'any 839 dC, una gran flota nòrdica va envair a través del riu Tay i el riu Earn, tots dos altament navegables, i va arribar al cor del regne picte de Fortriu. Van derrotar a Eóganan mac Óengusa, rei dels pictes, al seu germà Bran, i al rei dels escocesos de Dál Riata, Áed mac Boanta, juntament amb molts membres de l'aristocràcia picta a la batalla de 839. El sofisticat regne que s'havia construït es va ensorrar, igual que el lideratge picte, que s'havia mantingut estable durant més d'un segle des de l'època d'Óengus mac Fergusa, i l'ascens de Cináed mac Ailpín com a rei tant dels pictes com dels escocesos es pot atribuir a les conseqüències d'aquest esdeveniment. Diversos líders víkings que probablement estaven basats a Escòcia, apareixen als anals irlandesos: Soxulfr in 837, Turges el 845 i Hákon el 847. Hi havia un rei de l'Escòcia vikinga l'hereu del qual, Thórir, va portar un exèrcit a Irlanda el 848. Al segle ix, apareixen les primeres referències als Gallgáedil individus d'ascendència i/o cultura mixta escandinava-celta que es van convertir en dominants al sud-oest d'Escòcia, parts del nord d'Anglaterra i les illes.
Segons la Saga Orkneyinga, cap a l'any 872 Harald Fairhair es va convertir en rei d'una Noruega unida i molts dels seus oponents van fugir a les illes d'Escòcia incloses les Hèbrides de la costa oest i les illes del nord. Harald va perseguir els seus enemics i va incorporar les Illes del Nord al seu regne l'any 875 i després, potser una mica més d'una dècada més tard, també les Hèbrides. L'any següent els caps víkings locals de les Hèbrides es van rebel·lar. Aleshores, Harald va enviar Ketill Flatnose per sotmetre'ls, cosa que va fer ràpidament, però després es va declarar "rei de les illes" independent, un títol que va conservar per a la resta de la seva vida. però no va deixar cap successor i hi ha poc registre de les quatre dècades següents.
L'hostilitat entre els reis de les illes i els governants del Regne de Dublín, Dál Riata i Alba, i la intervenció de la corona de Noruega directament o a través del seu vassall el comte d'Orkney van ser temes recurrents. Una invasió de Magne III de Noruega a en 1098 va donar lloc a un breu període de domini noruec directe sobre el regne, però aviat els descendents de Godred Crovan van tornar a establir un altre període de domini en gran manera independent fins que va esclatar una guerra civil entre Godred Olafsson i Somerled, que es van repartir el regne en 1156 després de la batalla de la Epifania, fins que el 1164 amb la mort de Somerled en la batalla de Renfred va col·lapsar i fragmentar el regne durant dècades d'inestabilitat, i les illes van passar a formar part del Regne d'Escòcia després que el rei Haakon IV fos derrotat per les tropes d'Alexandre III d'Escòcia en la batalla de Largs el 1263 quan intentava restablir la sobirania noruega i Magnus VI signés el tractat de Perth de 1266 que tancava la guerra escocesonoruega.

### Irlanda

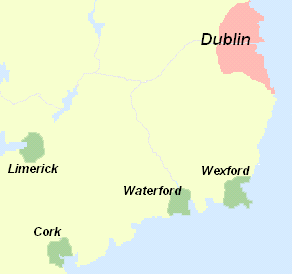
Establiments escandinaus a la Irlanda del.

Els víkings van assaltar per primera vegada el monestir d'Inis Cathaigh a Irlanda l'any 815, matant molts dels monjos, l'any 821 van saquejar Howth i es van endur un gran nombre de dones a la captivitat, i el 823 i 824 van atacar la costa irlandesa entre Wexford i Cork, i el monestir de Skellig Michael. A partir del 835 els atacs, que ja comprenien grans flotes que remuntaven els rius per penetrar a l'interior de l'illa, van començar a estar més organitzats.
A partir del 840 els víkings van començar a construir campaments fortificats a la costa, longphorts, per passar l'hivern i estar més temps a l'illa. Els víkings van atacar durant l'hivern de 840–841, però en lloc de l'estiu habitual, després d'haver esperat en una illa davant d'Irlanda, i Ethelwulf de Wessex fou derrotat a Carhampton, Somerset per les tripulacions de 35 naus vikingues, Dublín va néixer com un longphort el 841, creixent fins a convertir-se en capital del Regne de Dublín. Alguns reis víkings de Dublín també van governar el Regne Viking de Man i el regne de Jòrvik com Sitric Cáech, Gofraid ua Ímair, Olaf Guthfrithsson i Amlaíb Cuarán. Sigtrygg Silkbeard va ser "un mecenes de les arts, un benefactor de l'església i un innovador econòmic" que va establir la primera casa de moneda Olaf Guthfrithssond'Irlanda, a Dublín. Els seus atacs es van fer més grans i van arribar més a l'interior, atacant assentaments monàstics més grans com Armagh, Clonmacnoise, Glendalough, Kells i Kildare, i també saquejant les antigues tombes de Brú na Bóinne. Es diu que el cap víking Thorgest va assaltar tota la regió central d'Irlanda fins que va ser assassinat per Máel Sechnaill I l'any 845. Les activitats de Dublín a les East Midlands la van situar en confrontació directa amb els regnes illencs més poderosos fins que, el 902, va ser decisivament derrotada per una coalició irlandesa i els seus sobirans van abandonar l'illa fins al 914, quan una gran flota víking va arribar al port natural de Waterford, recuperant Dublín el 917, i establint-se a Limerick, Cork i Wexford. Van establir-se Inis Cathaigh el 950 on van romandre fins al 977, quan Brian Boru els va massacrar. La derrota de Dublín a la batalla de Tara en 980 a mans de Mael Sechnaill, rei de Meath, va suposar el final dels intents víkings per conquerir Irlanda, i després del 980 la resta dels nuclis víkings van acabar per caure sota el control dels diferents regnes irlandesos. La batalla de Clontarf de 1014, tradicionalment entesa com la victòria que va alliberar Irlanda de la dominació víking, va ser de fet un intent fallit de Dublín per alliberar-se del jou del rei suprem irlandès, Brian Boru. La fi de les ràtzies víkings a Irlanda va arribar a la fi amb la presa de la ciutat vikinga de Dublín per Richard de Clare i les seves tropes hiberno-Normandes el 1171.

### França
El primer atac viking registrat a l'actual França va ser les costes d'Aquitània l'any 799, i l'any 820 va tenir lloc la primera incursió víking a Nèustria després d'intentar saquejar les costes de Flandes i ser repel·lida. Una altra operació va tenir lloc a la desembocadura del Sena i els víkings es van retirar sense haver obtingut botí, i van atacar a l'illa de Bouin, però potser eren víkings noruecs procedents del mar d'Irlanda.
Cap a l'any 830, grups més grans van penetrar més i més endins del país, devastant i saquejant principalment esglésies i monestirs, capturant persones importants i d'alt rang per al seu rescat, o s'apoderen de les persones més pobres que prenen com a esclaus. Els víkings foren contractats a la mort de Lluís el Pietós pels seus fills en la seva lluita pel tron i van descobrir que els monestirs i les poblacions als marges dels rius navegables eren fàcils d'atacar. Els víkings van atacar a l'oest de la Baixa Nèustria, el que quedava de Nèustria l'any 841, van entrar per primera vegada al Sena, van cremar Rouen així com l'abadia de Jumièges i l'abadia de Saint-Wandrille, després van tornar als seus vaixells, en 842 van atacar Étaples i el 24 de juny de 843, els víkings de Hasting, aliat del comte rebel Lambert van navegar pel Loira fins a Nantes, un dels principals ports comercials de l'Imperi carolingi saquejant la ciutat i establint-se a la desembocadura del Loira, a les illes de Bouin i Noirmoutier des d'on van fer una incursió pel Garona el 844 i foren dispersades per una tempesta en direcció a la costa cantàbrica i atacaren al regne d'Astúries i l'emirat de Qúrtuba. Aliats amb Pipí II d'Aquitània en el seu conflicte amb Carles el Calb van fer atacs a Aquitània el 844 i 845 i foren utilitzats per Pipí com a mercenaris.
Els víkings de Dinamarca van atacar l'abadia de Jumièges en 845 de camí de París, cremant l'abadia de Saint-Germain-des-Prés, i Carles el Calb, incapaç de repel·lir-los per la força, se'n va lliurar gràcies al pagament de 7.000 lliures de plata. Altres incursions víkings van tenir lloc a Poitou, Saintonge i Angoumois, incloent el Setge de Burdeus de 847. Carles el Calb va cedir en 850 algunes terres prop del Sena a Horik I per aturar les ràtzies, però els vikings no eren prou forts per resistir altres invasions, ni suficientment civilitzats per establir-se fàcilment amb una vida pacífica, i s'uniren a altres partides.
L'any 851 Hasting va marxar al capdavant de les seves tropes a Rouen i Beauvais i, derrotats a Vardes, els víkings van cremar l'abadia de Saint-Germer-de-Fly, van devastar la diòcesi de Thérouanne, les ciutats de Saint-Quentin, Noyon i els seus voltants, el monestir de Saint-Médard de Soissons, l'Abadia de Sainte-Geneviève de París, i tots els edificis del voltant de París. L'any 852, una flota dirigida per Godfrid Haraldsson va navegar pel Sena, als que es fan afegir els 250 vaixells de Sydroc de Frisia. Els escandinaus es van instal·lar en l'illa d'Oissel, a prop de la boca del Sena, i Lotari I i Carles el Calb uneixen forces però Carles va haver de tornar a pagar tribut (danegeld) per aconseguir la sortida dels víkings.
L'any 854, Agius, el bisbe d'Orleans i Burchard, el bisbe de Chartres, havent unit contra ells una flota i un exèrcit, van salvar Orleans, i aquell any tots els víkings estacionats a les diferents parts de l'imperi franc van abandonar les seves conquestes per participar en una guerra civil a Dinamarca, entre Horik I i el seu nebot Gudurm. Horik, Guthorm i gairebé tots els altres membres de la família reial moren en una gran batalla, tret de Horik II, encara un nen.
Sydroc va reaparèixer en 855 al Sena construint un castell fortificat a l'illa d'Oissel i el grup del Loira van prendre i saquejar Orleans. Nantes, l'abadia de Saint-Florent-le-Vieil, Angers, Tours, l'abadia de Saint-Martin, Luçon i Blois van ser saquejades i cremades. El 28 de desembre van atacar i cremar París. L'any 857 el grup del Loira, aliat amb Pipí d'Aquitània va devastar Poitiers i altres llocs circumdants. Carles el Calb va decidir finalment el juliol de 858 fer atacar l'illa amb la flotilla més gran que s'havia vist des de feia temps, però amenaçat pel seu germà Lluís el Germànic, que es dirigia a usurpar els seus estats, es va retirar de pressa i els vikings es van apoderar dels seus vaixells. Els vikings van atacar i cremar Noyon, matant el bisbe Ymon i prenent multitud de captius. L'any 859, les incursions víkings es multipliquen en Frísia, Brabant, l'Escaut, la Somme, i passant per Espanya, els víkings van entrar al Mediterrani i van navegar pel Roine.
En gener de 861 els vikings del Sena, comandats per Bjǫrn Járnsíða, van cremar Paris i van tornar a Oissel, i després d'haver devastat Thérouanne, els vikings del Somme comandats per Weland i contractats pes Carles el Calb els derrotaren. Carles el Calb va organitzar la defensa de les regions situades entre la Sena i el Loira, creant la marca de Nèustria que va confiar a Robert el Fort. Weland va tornar a Melun i els del Sena van reparar els vaixells i anar a Bretanya. Robert el Fort es va enfrontar amb valent als víkings i va morir lluitant contra ells a la batalla de Brissarthe el 866.
A la mort de Lluís el Tartamut el 879 Lluís III de França i el seu germà Carloman II van repartir-se el territori del seu pare, i mentre Lluís es va quedar amb Nèustria i Austràsia, Carloman ho va fer amb Borgonya i Aquitània. L'any 879, els víkings d'Anglaterra es van establir al riu Escalda i Lluís III d'Alemanya de França oriental va marxar amb un exèrcit cap al nord cap a l'assentament víking. A la batalla de Thimeon de 879 els víkings van patir una derrota a mans de Lluís fins que en novembre de 880 es van trobar a Courtrai per atacar Cambrai, Arras, Amiens i Corbiem, fins ser derrotats de nou per Lluís el 881 a la batalla de Saucourt-en-Vimeu. A finals del novembre del 885, uns centenars d'embarcacions víkings comandades per Sigfred i Sinric van arribar a la costa franca i van pujar pel riu Sena fins a arribar a París, havent saquejat altres llocs pel camí.
Sigfred va exigir el pagament d'una taxa a canvi de la pau, però Odó, el comte de París, s'hi va negar. Sigfred els va proposar que paguessin seixanta lliures de plata a canvi de la llibertat, però no va obtenir resposta i a l'abril va abandonar el lloc, mentre Rol·ló, un altre cabdill viking, va preferir quedar-se amb una colla d'homes. Pel maig les malalties atacaven els parisencs, el bisbe Gozlin en va ser una víctima mortal. Odó va tornar a anar a demanar ajuda a l'emperador. Enric de Nèustria va fer una nova ofensiva, però el comte Odó va ser capturat i mort pels enemics. Aquell estiu els vikings van fer el darrer intent de prendre la ciutat però van fracassar. L'exèrcit imperial va arribar a l'octubre i van fer dispersar els vikings. Carles va envoltar Rol·ló i la seva gent al turó de Montmartre, però no tenia intenció de presentar batalla i els va permetre escapar pel riu fins a Borgonya on van continuar saquejant. Quan els vikings van abandonar el territori dels francs a la primavera següent, se'ls van donar les 700 lliures que Carles els havia promès en marxar de la Borgonya.

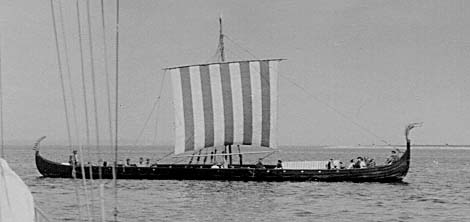
Un vaixell viking

El Regne dels francs de Carlemany va ser particularment afectat per aquests atacs; els vikings ascendien pel Sena sobre els seus vaixells (anomenats drakar). L'any 887 l'emperador Carles el Gras, incompetent davant els atacs víkings i el seu setge de París fou declarat incapaç per governar i obligat a abdicar el 17 de novembre de 887. En 891, els víkings van envair Lotaringia i van aixafar un exèrcit franc oriental a Maastrich però al setembre de 891, amb el suport del bisbe de Lieja, Francó de Tongeren, Arnulf de Caríntia va vèncer als víkings a la batalla de Lovaina i es van retirar. Aquests raids es van succeir fins que el rei Carles III de França decideix, el 911, d'anomenar el cap viking Rol·ló, d'origen danès o noruec, duc hereditari del que esdevindrà Normandia, etimològicament el 'país (-ia) dels homes (-man-) del Nord (Nor-...-d-)'. A canvi, va obtenir d'ell un jurament de fidelitat, la seva conversió al cristianisme i la promesa de defensar el nord del regne contra les incursions dels altres grups vikings.
Algunes generacions més tard, els descendents vikings, completament integrats a la població local, i havent adaptat la seva llengua i la seva cultura, es van llançar sota l'ègida del llavors duc, Guillem I d'Anglaterra, a la conquesta d'Anglaterra, on van formar una aristocràcia francòfona que va influenciar altament l'evolució cultural i lingüística d'aquest país insular.

### El Mediterrani
Entre l'any 859 i 862 va tenir lloc l'expedició normanda de la Mediterrània, un dels atacs vikings més espectaculars. Björn Järnsida i Hasting varen comandar una flota de seixanta-dos vaixells que resseguint la península Ibèrica s'internà a la Mediterrània i arribà fins a la península Itàlica, saquejant multitud de ciutats i obtenint un important botí, tot i que només pogueren tornar vint de les naus que havien partit. Es van donar noves incursions normandes en els anys 859, 966 i finalment el 971, en què la flota víking va ser totalment aniquilada per Al-Hàkam II.

El Regne de Sicília (en verd) el 1154, moment de màxima expansió normanda.

Molts mercenaris anglodanesos i varegs van lluitar al sud d'Itàlia com a mercenaris al sud de la península Itàlica al servei de llombards i romans d'Orient. El duc Sergi IV de Nàpols va instal·lar a Ranulf Drengot com a comte a la fortalesa d'Aversa el 1030 donant als normands el seu primer territori a la Itàlia peninsular, des d'on Guillem El Braç de Ferro va començar una conquesta organitzada del Catepanat d'Itàlia, derrotant a l'exèrcit romà d'Orient a les batalles d'Olivento, Montemaggiore i Montepeloso en 1041. El papa Lleó IX, que se sentia amenaçat, va armar el 1053 un exèrcit que va resultar derrotat i ferit a la batalla de Civitate, prop de Benevent, i fou empresonat prop d'un any no recobrant la llibertat fins poc abans de la seva mort. La lluita entre els diversos caps musulmans de l'Emirat de Sicília va permetre la intervenció del normand Roger d'Hauteville que el febrer de 1061 va desembarcar prop de Messina en ajut d'In Thumna. El 1071 Roger i el seu germà Robert Guiscard comte de la Pulla, van retornar i aquesta vegada van començar a ocupar territori on es va crear el comtat de Sicília. Palerm es va rendir el 1072 i d'allí es van estendre a altres llocs. Benavert va dirigir la resistència nacional dels àrabs sicilians durant un quart de segle però va morir en la batalla naval de Siracusa el 1086. La conquesta normanda es va completar el 1091 quan va capitular Noto. El nomini normand seguí fins que l'hereva legítima de Guillem II de Sicília, que va morir sense descendents mascles fou la seva filla Constança I de Sicília, que es casà amb Enric VI, cosa que permetrà l'arribada al poder de la dinastia Hohenstaufen.

### El rus de Kíev

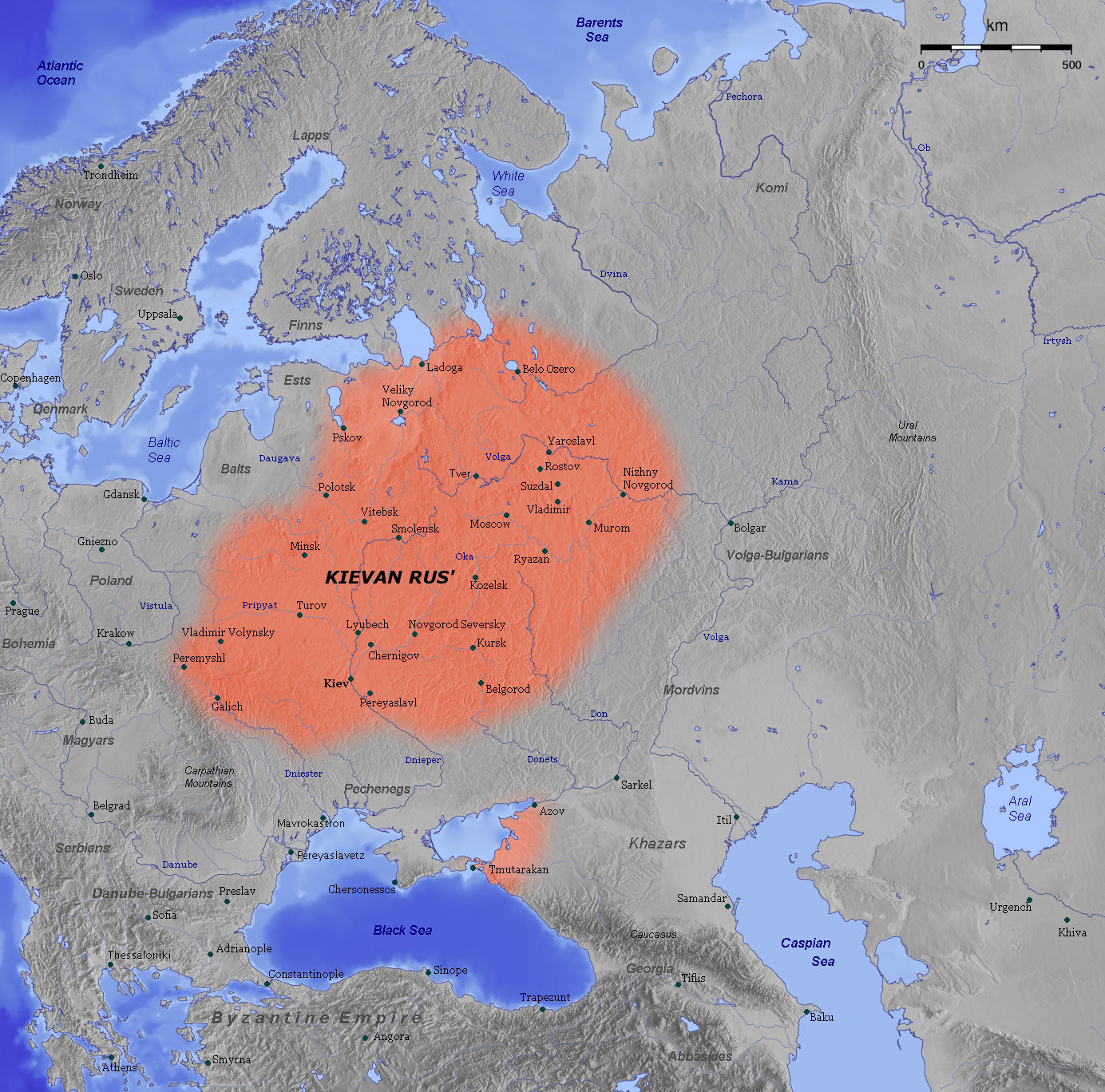
El rus de Kíev

A l'est, vikings d'origen danès i sobretot suec van recórrer la xarxa fluvial de l'actual Rússia, comerciant i saquejant els pobles eslaus locals. Anomenats varegs o rus', aquests escandinaus van fundar nombroses ciutats al llarg del Volga, l'any 839 van aparèixer en el món romà d'Orient amb una ambaixada a l'emperador Teòfil. Van formar a poc a poc principats independents, com el príncep Rúrik a Nóvgorod el 852, i Oleg cap a l'any 880 a Kíev, que van formar el bressol de la futura Rus de Kíev i, retrospectivament, de la nació russa.
Entre 864 i 1041 els rus van atacar les costes del Caspi. Els rus van emprendre la seva primera expedició a gran escala l'any 913 saquejant Gorgan, situada al territori de l'actual Iran, i al seu retorn, els expedicionaris del nord van ser atacats i derrotats pels khàzars al delta del Volga, i els que van aconseguir escapar van acabar morts per les tribus locals del curs mitjà del Volga. En la seva següent expedició, el 943, els rus van capturar Barda, la capital d'Arran, situada a l'actual Azerbaidjan. Els rus hi van romandre diversos mesos, assassinant molts dels habitants de la ciutat i reunint un gran botí. Finalment, una epidèmia de disenteria va obligar que partissin amb les seves riqueses. Sviatoslav I de Kíev, va estar al capdavant del següent atac que va destruir l'estat khàzar el 965. La campanya de Sviatoslav va significar el domini de les rutes de comerç de nord a sud per part dels rus, fet que va ajudar a canviar la demografia de la regió. L'últim atac es va produir el 1041, quan els escandinaus encapçalats per Ingvar el Viatger van realitzar el seu intent final per restablir la ruta al mar Caspi.
Aquests estats van persistir fins a la invasió mongola de 1240. Van establir importants vincles comercials amb l'Imperi Romà d'Orient a través del riu Volga i el 860, partint des de Novgorod, els varegs van continuar fins a la mar Negra i van atacar Constantinoble (que anomenaven Miklegard, Gran Ciutat) on van ser vençuts pel foc grec i la cavalleria dels romans d'Orient. La guàrdia varega va ser formada per primera vegada durant el regnat de l'emperador Basili II Bulgaròcton l'any 988, quan es va cristianitzar la Rus de Kíev pel príncep Vladímir I de Kíev, després dels acords entre el príncep Vladímir i l'emperador Basili. Vladímir, que havia usurpat feia poc el poder a Kíev amb un exèrcit format per soldats varegs, va enviar 6.000 homes a Basili com a part d'un acord d'assistència militar. La guàrdia varega fou prestigiosa entre els escandinaus i fins que va desaparèixer al 1204 amb la presa de Constantinoble per part dels croats durant la Quarta Croada.
Als països escandinaus, la fi de l'era dels vikings és generalment datada per l'establiment d'una vertadera autoritat reial i l'establiment del cristianisme.